# Zakaria Taouss
Zakaria Taouss (Enschede, 21 juli 1990) is een Marokkaans-Nederlandse journalist, presentator en fotograaf. Hij was voorzitter bij omroep BNN en Bart's Neverending Ledenraad. Taouss is ook de mede-oprichter van De Stembus 2017. Hij heeft met zijn politieke eenmanspartij YUNG OOST meegedaan voor een plek in de stadsdeelcommissie van Amsterdam-Oost tijdens de gemeenteraadsverkiezingen in 2018.

## Biografie
Taouss, beter bekend als Zekkie, werd op 21 juli 1990 geboren in Enschede. Hier groeit hij ook het grootste deel van zijn leven op voordat hij naar Amsterdam verhuist waar hij nu woont. Zakaria heeft Journalistiek en Fotografie gestudeerd op het Friese Poort in Drachten en International Communication and Media aan de Hogeschool van Utrecht. In Antwerpen heeft hij de minor Journalism, Advertising and Public Relations gedaan aan Artesis Plantijn University College en in London heeft hij General English Higher Advance gedaan aan de University of Bedforshire Luton.

## BNN
In 2009 kwam Taouss terecht bij Bart's Neverending Ledenraad. Hij werd in 2015 de penningmeester van Omroepvereniging BNN. Een jaar later vertrok de toenmalige BNN-voorzitter Judith Kox en volgde Zakaria Taouss haar op. Naast zijn voorzitterschap bij BNN was hij ook de voorzitter van Bart's Neverending Ledenraad.

## De Stembus 2017
De Stembus, een initiatief dat ontstaan is op Twitter, spoorde jongeren aan in 2017 te stemmen voor de Tweede Kamer. Aan het plan werkten onder meer Taouss, Tim Hofman en een aantal journalisten mee. Een van de ideeën die werd geopperd, was om met een busje door het land te rijden en scholen aan te doen om daar aandacht te vestigen op het stemmen. Naast de bus wilde De Stembus dat jongeren vrij krijgen op de verkiezingsdag om te gaan stemmen en hun democratie en kiesrecht te vieren. De missie van Tim Hofman en zijn beweging De Stembus was om de 850.000 jongeren die dat jaar voor het eerst mochten stemmen, naar de stembus te krijgen.

## Stadsdeelcommissie Amsterdam-Oost
Taouss deed, als onafhankelijke kandidaat, mee met de verkiezingen voor de stadsdeelcommissie in Amsterdam Oost. Dit werd gehouden tijdens de gemeenteraadsverkiezingen in 2018. Elk stadsdeel in Amsterdam heeft een gekozen stadsdeelcommissie. De stadsdeelcommissie behartigt de belangen van de Amsterdamse bewoners en ondernemers en adviseert het dagelijks bestuur van Oost en het bestuur van de stad over wat er speelt in het stadsdeel of in een gebied. Met zijn eenmanspartij, YUNG OOST, wou hij meer jongeren betrekken met de politiek, hun buurt en alle buurbewoners in Watergraafsmeer. Taouss kreeg 262 stemmen van de bewoners uit de buurt Watergraafsmeer en kreeg geen zetel in de stadsdeelcommissie Amsterdam-Oost. Hij kreeg wel de meeste stemmen als onafhankelijke kandidaat van Watergraafsmeer.